# Fusaea
Fusaea (Baill.) Saff. – rodzaj roślin z rodziny flaszowcowatych (Annonaceae Juss.). Według The Plant List w obrębie tego rodzaju znajdują się 3 gatunki. Występuje naturalnie w klimacie tropikalnym Ameryki Południowej. Gatunkiem typowym jest F. longifolia (Aubl.) Saff.

## Morfologia
PokrójZimozielone drzewa lub krzewy.
LiścieNaprzemianległe, pojedyncze. Blaszka liściowa jest całobrzega.
KwiatyPromieniste, obupłciowe, pojedyncze lub zebrane w pary, rozwijają się w kątach pędów. Mają 3 duże działki kielicha zrośnięte ze sobą do połowy, zazwyczaj są nietrwałe, oprócz podstawy, która zasycha. Płatków jest 6, ułożonych w dwóch okółkach, są wolne i zagnieżdżone, płatki wewnętrzne są większe od zewnętrznych. Kwiaty mają jeden okółek prątniczków przypominających płatki oraz liczne wolne pręciki. Zalążnia jest górna składająca się z licznych wolnych słupków.
OwoceZebrane w owocostany. Mają areole.

## Systematyka
Pozycja według APweb (aktualizowany system APG III z 2009)
Rodzaj wraz z całą rodziną flaszowcowatych w ramach rzędu magnoliowców wchodzi w skład jednej ze starszych linii rozwojowych okrytonasiennych określanych jako klad magnoliowych.
Lista gatunków
- Fusaea decurrens R.E.Fr.
- Fusaea longifolia (Aubl.) Saff.
- Fusaea peruviana R.E.Fr.